# 松田干城
松田 干城（まつだ たてき、1986年2月27日 -　）は、東京都品川区出身の日本の男子総合格闘家。アメリカのボストンを拠点にチーム・シオトンに所属する。マネージメントは株式会社スポーツゲインが務める。タテキ・マツダとも。

## 来歴
幼少の頃から野球を始め、桐蔭学園に進学後、中学時代は全日本少年軟式野球大会で優勝、高校時代は春のセンバツ甲子園まで出場した。高校三年生の時に友人がたまたま持っていた留学案内のパンフレットをきっかけにスポーツ科学を勉強するためアメリカ留学を決意した。留学を志している同級生を訪ねたところ教室で格闘技をしていたところに参加したのが格闘技との出会いだった。
2004年1月18日、指導者なし施設なしの格闘技3ヶ月の経験でアマチュアデビュー戦となった第76回新空手大会K3トーナメントに出場し、準優勝を果たした。これを機に格闘技に目覚めた。
2004年2月27日、第77回新空手大会K3グランプリに出場し予選突破。
2004年5月2日、第15回全日本新空手道選手権大会に出場し初戦敗退。
2004年6月、米国マサチューセッツ州に渡米、セーラム州立大学に進学し師匠のマーク・デラグロッテに出会う。
2006年夏、在学中に夏休みを利用してタイへ3ヶ月の武者修行へ行く。
2007年夏、前年に引き続きタイへ3ヶ月の修行へ行く。
2008年7月19日、プロデビュー戦となったReality Fightingにてウェイン・クラークと対戦、１Rに右ストレートでKO勝利を収めた。
2008年12月、セーラム州立大学を卒業後、車を売却しダニエル・グレイシーの紹介でリオデジャネイロにあるグレイシーバッハへ3ヶ月の柔術修行へ行く。
2009年3月19日、リオで柔術の修行中にプロ2戦目をブラジルで行いWatch Out Combat Show 3に出場、ブラジリアン柔術世界王者アルバロ・ボンバジーリャに３Rの判定勝ち。
2009年6月12日、Global Fight League 3に出場、ビル・ジョーンズと対戦するも反則の肘打ちを宣告される。
2009年9月19日、Global Fight League 4に出場、アギラーノ・ブランダオに1RにKO勝ちを収めた。
2010年2月6日、Xtreme Championship Fight League 1に出場、ビリー・ウォルシュに1RのTKO勝ちを収めた。
2010年3月26日、Xtreme Championship Fight League 2のメインイベントでバンタム級王座をかけてアンソニー・レオーネと接戦の5Rを善戦するも僅差の判定負けを喫し、王座獲得に失敗した。この試合の勝者がWECにデビューすると言われていた。ちなみにこの試合で松田は左手の親指を骨折し、多額の医療費を支払ったエピソードを後のワールドチャレンジャーズで話している。
2010年12月2日、Classic Entertainment and Sports - Snow Brawlに出場、ジェイソン・ベネットに判定勝ち。
2011年4月1日、Cage Titans 4のメインイベントでバンタム級王座をかけてバーリントン・ドウスに5R判定勝ちを収め王座獲得に成功した。
2011年8月20日、Bellator 48に出場、サウル・アルメイダに3R判定負け。
2011年9月21日、UFCとの正式契約を懸けて、世界中から集結した若手ファイターたちが約2ヵ月間の合宿所生活とトーナメントを繰り広げるリアリティー・ショー「ジ・アルティメット・ファイター」のシーズン14にTUF史上初の日本人ファイター、タテキ・マツダとして出場。ダスティン・ペイグと接戦するも延長ラウンドならず、判定負けとなり合宿所入りを逃した。
2012年5月5日、Cage Titans 8のメインイベントでバンダム級王座防衛戦の、ジョニー・キャンベルを５R判定勝ちを収めタイトル防衛に成功した。
2012年12月16日、グラジエーター49で初の日本凱旋試合に出場、リー・ミョンハンと対戦し1RにパウンドでTKO勝利を収めた。
2013年9月28日、Victory Combat Sports 4に出場、マシュー・トランと対戦し僅差の判定負けを喫した。この試合後に師匠マークから「スポーツから戦いに方向転換しなければならない」とドキュメンタリーで語られている。
2013年11月9日、NEF Fight Night 11のメインイベントでバンタム級王座をかけてポール・ゴアマンと接戦の5Rを善戦するも僅差の判定負けを喫し、王座獲得に失敗した。
2014年4月25日、CES MMA 23に出場、マット・ダーリーに3R判定勝ちを収める。
2014年8月8日、CES MMA 25でロビー・ルルーに1Rにチョークスリーパーを極め一本勝ちを収めた。

### UFC
2014年9月5日、ダスティン・キムラの負傷欠場により、試合1週間前に急遽オファーを受けてUFC Fight Night: Jacare vs. Mousasiに出場、クリス・ビールと対戦しUFCデビューしたが3R判定負け。
2015年1月18日、UFC Fight Night: McGregor vs. Siverに出場、ジョビー・サンチェスに3R僅差の判定負け。この試合がフライ級転向初戦となった。

### UFC以降
2015年11月7日、Cage Titans 26に出場、フライ級にてジョニー・キャンベルと再戦、3Rの判定勝ちを収める。
2016年2月5日、Legacy Fighting Championship 51に出場、130ポンドのキャッチウェイトでPRIDE参戦経験のあるジョー・ピアソンと対戦し1RにパウンドでTKO勝利する。
2016年9月11日、パンクラス 280に出場、曹竜也と対戦し3Rの判定勝ちを収めた。この試合はタテキ・マツダのリングネームで出場した。

## 人物
- セーラム州立大学スポーツ科学部コーチング学科、ノースイースタン大学スポーツ応用栄養学修士課程を卒業した。
- 英語の他にスペイン語、ポルトガル語、タイ語を話せる[注釈 5]。
- 旧ソ連軍特殊部隊の教官という経歴の持ち主のPavel Tsatsoulineの組織StrongFirstケトルベルインストラクターレベル1を取得している[注釈 5][7]。
- スーパーモデルジゼル・ブンチェンのパーソナルトレーナーを務めている[注釈 5][8]。